# Amaurobius tulare
Amaurobius tulare är en spindelart som beskrevs av Robin Ernest Leech 1972. Amaurobius tulare ingår i släktet Amaurobius och familjen mörkerspindlar. Inga underarter finns listade i Catalogue of Life.